# Drosophila cracens
Drosophila cracens är en tvåvingeart som beskrevs av Elmo Hardy 1965. Drosophila cracens ingår i släktet Drosophila och familjen daggflugor.
Artens utbredningsområde är Hawaii.